# Novo Acordo
Novo Acordo este un oraș în Tocantins (TO), Brazilia.